# Mixtopagurus
Mixtopagurus is een geslacht van kreeftachtigen uit de klasse van de Malacostraca (hogere kreeftachtigen).

## Soort
- Mixtopagurus paradoxus A. Milne-Edwards, 1880